# Saint-Jean-en-Val
Saint-Jean-en-Val ist eine französische Gemeinde mit 352 Einwohnern (Stand: 1. Januar 2022) im Département Puy-de-Dôme in der Region Auvergne-Rhône-Alpes (vor 2016 Auvergne). Sie gehört zum Arrondissement Issoire und zum Kanton Brassac-les-Mines (bis 2015: Kanton Sauxillanges). Die Einwohner werden Jeanvalois genannt.

## Geographie
Saint-Jean-en-Val liegt etwa 31 Kilometer südsüdöstlich von Clermont-Ferrand. An der westlichen Gemeindegrenze verläuft der Fluss Eau Mère. Umgeben wird Saint-Jean-en-Val von den Nachbargemeinden Sauxillanges im Norden, Saint-Étienne-sur-Usson im Osten, Bansat im Süden, Saint-Rémy-de-Chargnat im Westen sowie Usson im Westen und Nordwesten.

## Bevölkerungsentwicklung
| Jahr                       | 1962 | 1968 | 1975 | 1982 | 1990 | 1999 | 2006 | 2013 |
| Einwohner                  | 283  | 279  | 257  | 254  | 266  | 275  | 321  | 358  |
| Quellen: Cassini und INSEE |      |      |      |      |      |      |      |      |

## Sehenswürdigkeiten
- Kirche La Nativité-de-Saint-Jean-Baptiste aus dem 12. Jahrhundert, An- und Umbauten aus dem 14./15. Jahrhundert
- Monumentalkreuz, seit 1988 Monument historique

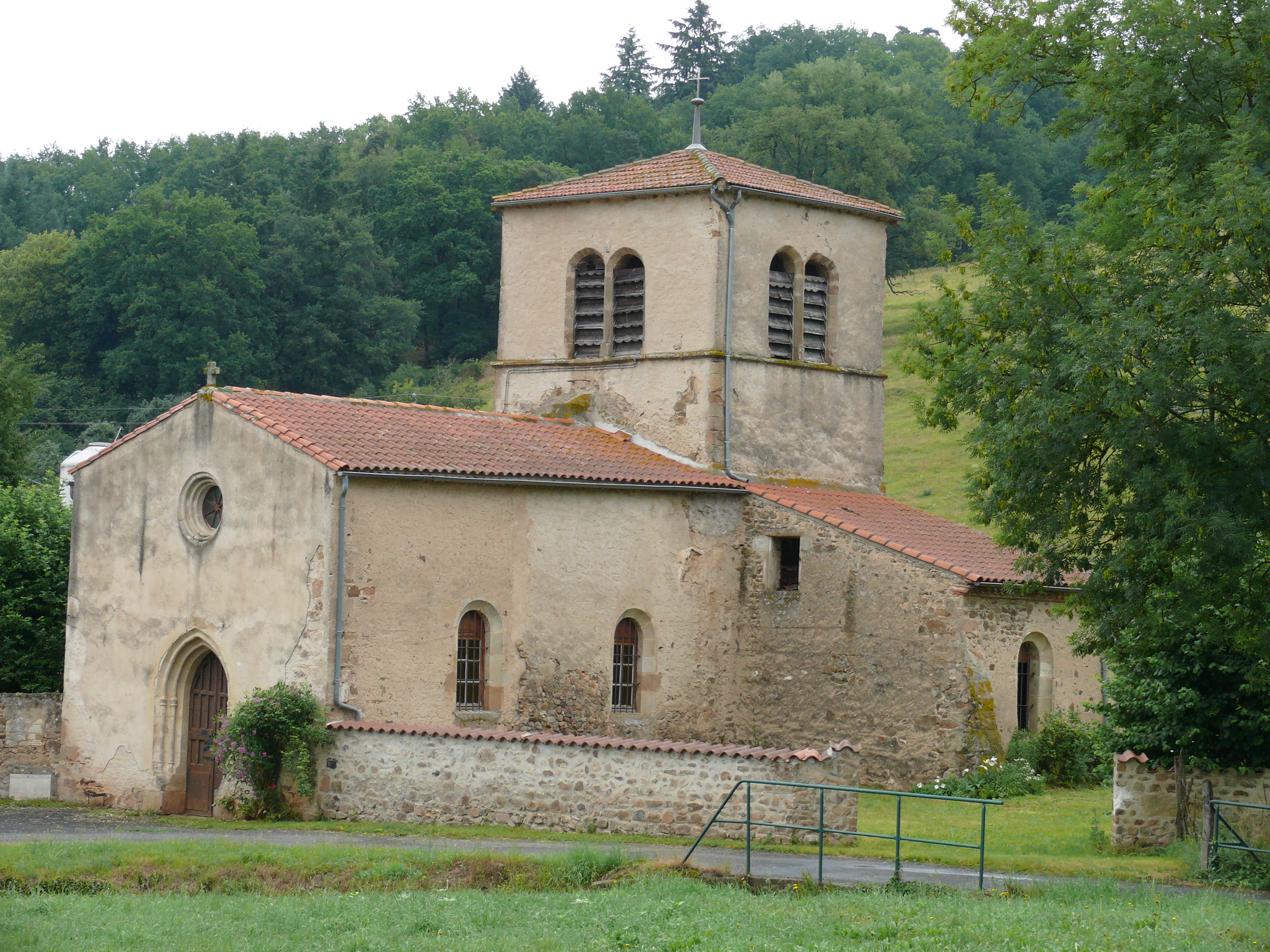
Kirche La Nativité-de-Saint-Jean-Baptiste
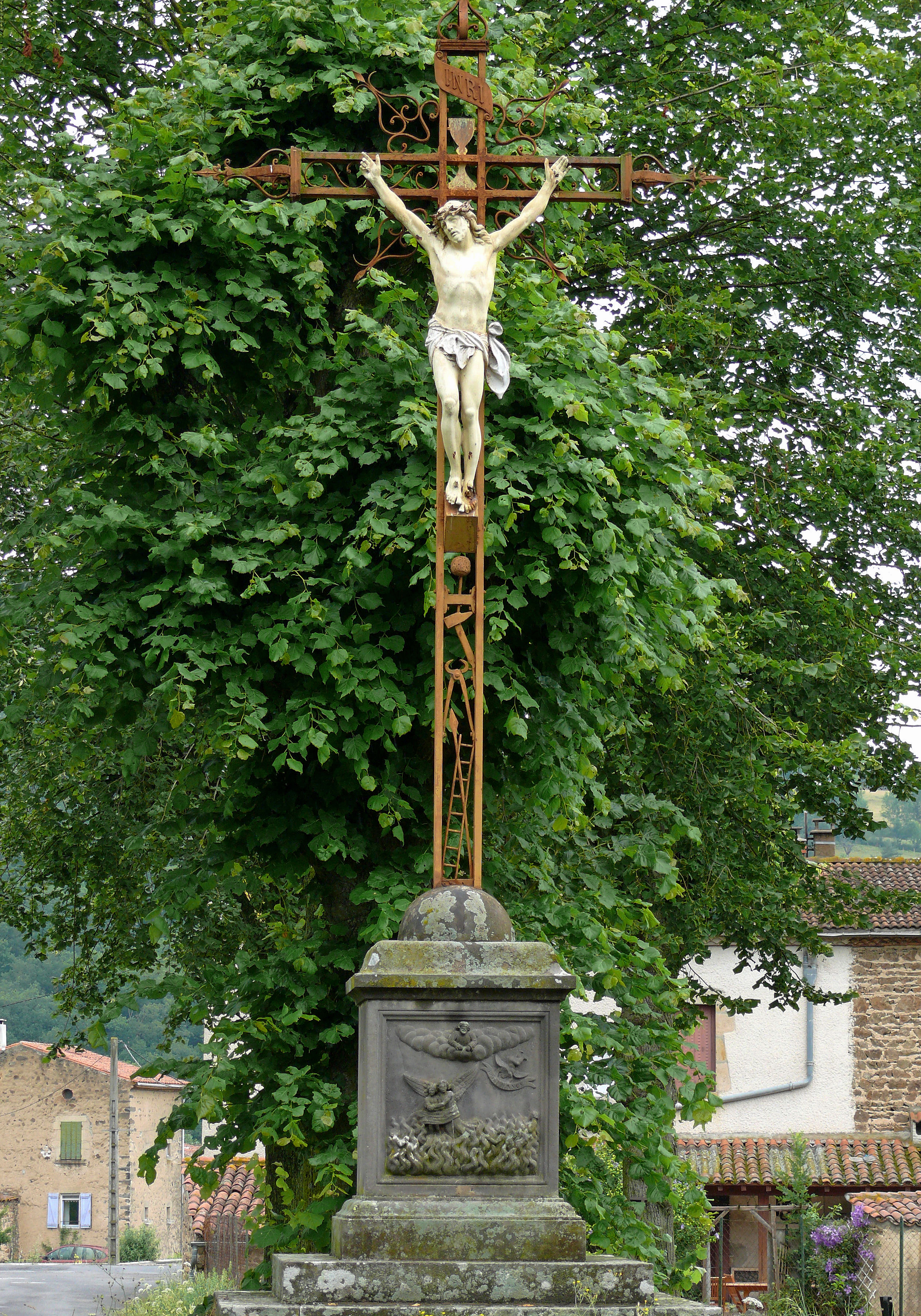
Monumentalkreuz